# Hilariano (prefeito pretoriano)
Hilariano (em latim: Hilarianus) foi um oficial romano do século IV/V, ativo durante o reinado dos imperadores Valentiniano II (r. 375–392) e Teodósio I (r. 379–395) ou de Teodósio I (r. 408–450). Sabe-se que exerceu a função de prefeito pretoriano da Itália, embora a data seja incerta. Os autores da Prosopografia do Império Romano Tardio especulam que tenha exercido ofício entre 387-388 ou 388-389 ou entre 423/437 e 441/442